# Ungarische Mark
Die Ungarische Mark (Ungarnmark, auch Neumark) war ein kurzlebiges historisches Gebiet im Mittelalter auf dem Gebiet des heutigen österreichischen Bundeslandes Niederösterreich. Es erstreckte sich zwischen den Leiser Bergen, der March und der Leitha. Gemeinsam mit der Böhmischen Mark bildete es die äußerste Grenze des Heiligen Römischen Reiches nach Osten gegen die Ungarn.

## Existenz
Die Ungarische Mark wurde im Jahr 1043 gegründet, nachdem König Heinrich III. die Ungarn in mehreren Feldzügen zurückgedrängt hatte. Die Ungarische und die Böhmische Mark waren der Markgrafschaft Österreich vorgelagert, welche im Laufe der Jahrzehnte immer mehr besiedelt wurde, um diese ebenso zu schützen. Auf dem Fürstentag zu Ingelheim wurde 1043 Luitpold aus dem Hause der Babenberger, der ältere Sohn Markgraf Adalberts des Siegreichen, zum Markgrafen der Ungarnmark ernannt, starb aber einige Tage darauf. Als Hauptort der Ungarischen Mark bildete sich bis 1045 der Ort Stillfried an der March heraus, der von Markgraf Luitpold gegründet worden sein dürfte. Im Jahr 1045 verlieh König Heinrich III. die Markgrafschaft an den Spanheimer Siegfried I., der sie aber nur kurze Zeit innehatte. Die Markgrafschaft verblieb nicht im Hause der Spanheimer, sondern fiel an den Babenberger Ernst den Tapferen, Luitpolds jüngeren Bruder, welcher die Ungarnmark und die Böhmische Mark mit seiner Markgrafschaft Österreich vereinigte.

## Regenten
- Luitpold  († 1043)
- Siegfried von Spanheim (1045–1046)
- Ernst der Tapfere, Markgraf von Österreich